# همایون ریاحی چالشتری
همایون ریاحی چالشتری مهندس مکانیک و از مدیران صنعت خودروسازی ایران است. او عضو شورای سیاست‌گذاری خودرو و عضو هیئت علمی گروه مهندسی مکانیک دانشگاه آزاد اسلامی واحد تهران مرکزی می‌باشد.
ریاحی از سال ۸۶ تا ۸۹ مدیرعامل شرکت خودروسازی زامیاد بوده‌است.
ریاحی در سال ۸۷ با تصمیم وزیر صنایع و معادن وقت علی اکبر محرابیان به عضویت همزمان در پست‌های کلیدی دو خودروساز رقیب (سایپا و ایران‌خودرو) رسید، امری که برای اولین بار رخ داد و بسیار جنجالی شد.
وی مدت کوتاهی در تابستان ۸۵ هم مدیرعاملی سایپا را هم بر عهده داشته‌است.
ریاحی در دوران جنگ ایران و عراق در پروژه‌های نظامی ایران دخیل بوده و بعدها مدیرعامل جهاد تحقیقات جهاد سازندگی شده‌است.
آقای دکتر ریاحی در حال حاضر معاونت پژوهشی گروه صنایع گیتی پسند به عنوان بزرگترین بخش خصوصی کشور را بر عهده دارند.